# Мірандська порода
Мірандська порода (фр. Mirandaise, до 1989 — фр. gasconne aréolée) — порода великої рогатої худоби м'ясного напряму продуктивності. Виведена на півдні Франції — у Гасконі. В минулому використовувалася як робоча худоба й через механізацію сільського господарства зазнала занепаду у другій половині 20 століття, була на межі зникнення. Племінну книгу відкрито у 1894 році.

## Назва
Сучасну назву надано породі у 1989 році, вона походить від назви населеного пункту Міранд у департаменті Жер. До того ця гасконська порода мала назву Gasconne aréolée (від фр. Gascogne — Гасконь та aréole — кільце, вінчик, ареола), в якій відзначалося особливе забарвлення її слизових оболонок (рожеві на периферії, чорні у центральній частині) для відрізнення від породи, що називалася просто гасконською.

## Історія
Породу було виведено на території департаменту Жер, що тепер в складі регіону Південь-Піренеї. З моменту виникнення худоба використовувалася як тяглова сила. З 1908 по 1922 роки ця порода разом з гасконською породою була записана до єдиної племінної книги гасконської породи, де кожна з них мала свій власний розділ. Породи було офіційно розділено у 1955 році. Розвиток механізації сільського господарства у першій половині 20 століття, що призвела до втрати значимості робочих якостей худоби, а також надання переваги розведенню худоби шароле і світлої аквітанської породи призвели до значного зменшення поголів'я даної породи. У 1983 році залишалося лише 150 корів і 1 бугай-плідник. У 1989 році порода отримала свою теперішню назву. У 2010 році налічувалося 670 корів, що утримувалися у 64 стадах.

## Опис
Масть тварин переважно біла, інколи світло-сіра. Забарвлення однотонне, світліше ніж у гасконської породи. Роги ліроподібні. Зріст бугаїв 150 см, корів — 138—140 см. Вага бугаїв 900 — 1200 кг, корів — 650—700 кг. Маса телят при народженні становить 40 кг, теличок — 35 кг.

## Поширення
Худоба мірандської породи поширена переважно на території свого винекнення — у департаменті Жер.

## Виноски
1. 1 2 3 4 5 6 7 8 9  Lucie Markey-Teneze, Delphine Duclos (2010). La Mirandaise (in French). Institut de l'Elevage. Accessed November 2016. (фр.)
2. ↑  Les coteaux gascons et la race mirandaise. // Serge Chevallier. Harmonies pastorales: les bovins rustiques sauvegarde des terroirs [Архівовано 30 грудня 2016 у Wayback Machine.]. — Le gerfaut, 2002. P. 117. SBN 2-914622-10-4 (фр.)
3. 1 2 3 4 5 6 7  Mirandaise. // Valerie Porter, Lawrence Alderson, Stephen J.G. Hall, D. Phillip Sponenberg (2016). Mason's World Encyclopedia of Livestock Breeds and Breeding [Архівовано 21 грудня 2016 у Wayback Machine.] (sixth edition). Wallingford: CABI. — P. 246. ISBN 9781780647944. (англ.)